# 치키티타스
《치키티타스》(스페인어: Chiquititas)는 1995년부터 2001년까지 방영된 아르헨티나의 텔레노벨라이다.